# Delingen van Luxemburg

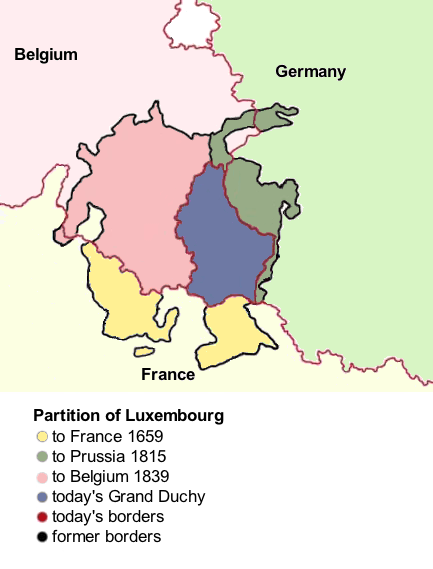
Delingen van Luxemburg

Dit artikel beschrijft de gebiedsdelingen waardoor het grondgebied van het middeleeuwse hertogdom Luxemburg, toen uitgegroeid tot 10.700 km² en deel van het Heilige Roomse Rijk, in de loop der tijden leidde tot de kleinere oppervlakte van 2.586 km² van de zelfstandig geworden staat groothertogdom Luxemburg. Dit vond plaats tijdens drie draaipunten in de geschiedenis waarbij Luxemburg een deel van zijn grondgebied aan een buurland moest afstaan. De afgestane gebieden maken deel uit van de buurlanden België, Frankrijk en Duitsland. Ieder van deze landen heeft op een bepaald moment in de geschiedenis geprobeerd geheel Luxemburg te annexeren, maar moest uiteindelijk slechts met een deel genoegen nemen. Deze gebiedsafstanden duidt men aan als de delingen van Luxemburg, naar analogie met de Poolse delingen.
Van Luxemburgs irredentisme is vrijwel geen sprake. In het Belgische gebied werd de Luxemburgse volkstaal geleidelijk door het Frans verdrongen. In de Duitse gebieden worden de inheemse dialecten nog gesproken, echter kon de later ontstane Luxemburgse standaardtaal zich hier niet vestigen en gebruikt men alleen het Hoogduits als standaardtaal.

## Eerste deling 1659
Tijdens de Frans-Spaanse Oorlog van 1635 tot 1659 wisten de Fransen met hun bondgenoot Engeland de Spanjaarden te verslaan en grote delen van de Spaanse Nederlanden te bezetten. In de daaropvolgende Vrede van de Pyreneeën kon Frankrijk dan ook delen van het toenmalige hertogdom Luxemburg opeisen, aangezien dit deel uitmaakte van de Spaanse Nederlanden en de koning van Spanje tevens hertog van Luxemburg was. De vestingen Stenay, Thionville en Montmédy werden Frans bezit. Luxemburg verloor 1060 km², ongeveer 10% van het toenmalige grondgebied.

## Tweede deling 1815
Toen de Fransen in 1795 de Nederlanden veroverden werd Luxemburg als een deel van het Woudendepartement direct bij Frankrijk ingelijfd. Na afloop van de revolutionaire en Napoleontische oorlogen, op het Congres van Wenen, werd Luxemburg samengevoegd met het Graafschap Vianden, dat tot de Franse tijd in handen was van de prinsen van Oranje-Nassau, en het voormalige graafschap Bouillon uit de Oostenrijkse Nederlanden. Het nieuwgeschapen landje werd verheven tot groothertogdom, met de Oranjes als groothertogen. Dit was een compensatie aan Willem I voor het gebiedsverlies van Nassau aan Pruisen. De Duitse Bond en Pruisen maakten echter aanspraak op het versterkte stadje Bitburg en omgeving in het noordoosten, omdat dit een essentiële schakel in de westelijke verdedigingslinie van de Duitse Bond en Pruisische Rijnprovincie zou vormen. Koning Willem I, die al grotendeels had gekregen wat hij verlangde, ging niet met de Pruisen in discussie. Zo verloor Luxemburg 2.280 km² aan Pruisen (later Duitsland), wat overeenkwam met ongeveer 24% van de toenmalige oppervlakte. De definitieve grens met Pruisen werd met het traktaat van Aken in 1816 vastgelegd.
Enkele delen van dit gebied wisselden in 1919 opnieuw van eigenaar toen België de gebieden toegewezen kreeg die nu bekendstaan als de Oostkantons.

## Derde deling 1839
De derde deling was de meest ingrijpende en zou Luxemburg meer dan halveren. Tijdens de Belgische Revolutie van 1830 kozen de Luxemburgers massaal partij voor de Belgen, en al spoedig was het hele groothertogdom in opstand. De citadel van Luxemburg-stad werd beheerst door een Pruisisch garnizoen dat hardhandig de orde handhaafde, waardoor de stad trouw aan het groothertogelijk gezag bleef. De Conferentie van Londen wilde aanvankelijk dat heel het opstandige gebied werd teruggegeven aan Willem I, maar daar werd in België heel heftig op gereageerd. De XXIV artikelen die op 15 november 1831 werden ondertekend, en waarvan de territoriale bepalingen definitief werden geratificeerd in het Verdrag van Londen, wezen het westelijke Franstalige deel van Luxemburg plus het Land van Aarlen toe aan België. De rest bleef een groothertogdom met de Oranjes als groothertogen. Als compensatie van dit gebiedsverlies verkreeg Willem I het oostelijk gelegen deel van de in 1815 ontstane provincie Limburg met de Maas als landsgrens. Hiermee ontstond uit samenvoeging van de voormalige gebieden Landen van Overmaze en Opper-Gelre een nieuwe provincie: Nederlands-Limburg, terwijl het voormalige graafschap Loon bij België bleef als Belgisch-Limburg.
Het westelijke deel zou uiteindelijk samen met het hertogdom Bouillon de Belgische provincie Luxemburg vormen. Nog steeds komen de kleuren van de provincievlag en het wapen van Aarlen overeen met de vlag respectievelijk het wapen van Luxemburg. Bij deze deling verloor Luxemburg 4.730 km² (ongeveer 65% van het oppervlak), bewoond door 175.000 mensen (ongeveer 50% van de bevolking).